# Pièce de 250 fils Nationalisation de l'industrie pétrolière
La pièce de 250 fils Nationalisation de l'industrie pétrolière, est une pièce de monnaie irakienne d'une valeur de 250 fils, soit un quart de dinar, frappée en 1973.